# Tove Kohala
Tove Britt Ingeborg Kohala, född 29 januari 2001 i Ingmarsö, är en svensk rodelåkare.
Hennes far, Hans, och hennes bror, Svante, har båda också tävlat i rodel vid olympiska spelen.

## Karriär
Kohala tävlade för Sverige vid olympiska vinterspelen 2022 i Peking, där hon slutade på 20:e plats i damernas singel.